# Henri-Frédéric Amiel
Henri-Frédéric Amiel (Ginebra, 27 de setembre de 1821-ibídem, 11 de maig de 1881) va ser un filòsof, moralista i escriptor suís, autor d'un cèlebre Diari íntim.

## Biografia
Nascut a Ginebra el 1821, descendia d'una família hugonot que es va traslladar a Suïssa després de la revocació de l'Edicte de Nantes. Era el fill primogènit del comerciant Henri Amiel i de Caroline Brandt. Dues tragèdies familiars van marcar la seva infància: la mort de la seva mare per tuberculosi quan tenia amb prou feines onze anys i, dos anys més tard, el suïcidi del seu pare. Així doncs, amb tretze anys i dues germanes petites, Fanny i Laura, van ser recollits pel seu oncle Frédéric Amiel i la seva esposa Fanchette, ja pares de cinc fills. Aquesta estada va durar set anys. Després d'emprendre estudis en la seva vila natal, va viatjar per Suïssa, Itàlia, França i Bèlgica. Molt dotat per a l'estudi, el van enviar a Alemanya a cursar Filosofia a la Universitat de Heidelberg, on va romandre nou mesos, i els va acabar a la de Berlín el 1848, tenint entre els seus professors a Friedrich Schelling en filosofia i a Friedrich Eduard Beneke en psicologia. També va estudiar teologia i filologia. Durant els seus viatges va travar amistat amb prestigiosos intel·lectuals europeus. En 1849 va ser designat professor d'Estètica en l'Acadèmia de Ginebra gràcies al seu estudi Du Mouvement littéraire dans la Suisse romande et de son avenir; des de 1854 fins a la seva mort va tenir la càtedra de Filosofia moral. Aquests càrrecs, conferits pel partit demòcrata, li van fer perdre el suport del partit aristocràtic, que dominava gairebé tota la vida cultural de la ciutat.
Aquest aïllament va inspirar el llibre pel qual encara és conegut, les disset mil pàgines en dotze volums del seu Journal intime ("Diari Íntim"), escrit entre 1839 i 1881 i publicat pòstumament en un epítom de cinc-centes pàgines i dos volums pel seu amic Edmond Schérer (1884). Aquesta obra, en versions més o menys incompletes, va donar al seu autor fama en tot Europa i va exercir molta influència sobre altres autors que van conrear el gènere, per exemple León Tolstoi. Va començar a escriure'l turmentat "per l'eterna desproporció entre la vida somiada i la vida real" i armat d'un bisturí crític despietat, que va exercir amb l'obsessió de conèixer-se a si mateix fins al masoquisme. "Res s'assembla tant a l'orgull com el descoratjament", va escriure.

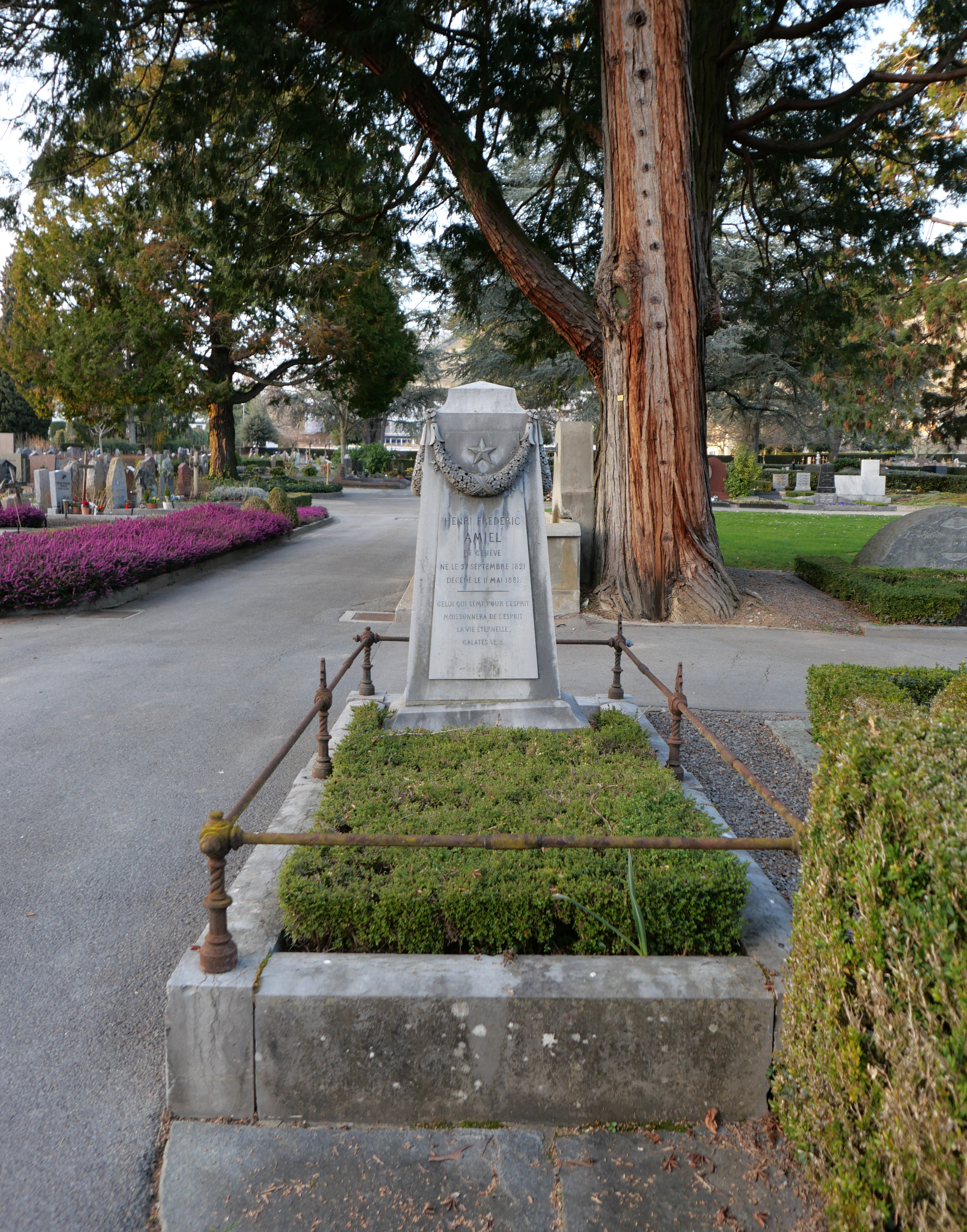
La tomba el 2024.

El seu Diari va obtenir una simpatia que l'autor no va trobar en vida. Filosòficament va ser un indecís; va oscil·lar entre el pessimisme i l'idealisme alemany més exaltat; quant a política, va deixar escrit que "el que governa als homes és la por a la veritat". En L'escalade de 1602 (1875), Charles le Temèraire (1876), Romancer historique (1877) i Jour à jour (1880) s'observa quant va influir en ell el pessimisme. A més, va produir diversos volums de poesia d'una vaga espiritualitat: Grains de mil (1858), Pensieroso (1858) i La part du Rève (1863 i 1876). La seva obra més popular va ser, no obstant això, una cançó patriòtica-militarista: Roulez, tambours! (1857). Va escriure assajos sobre Erasme, Madame de Staël i altres escriptors, però en aquest terreny va tenir particular èxit un llibre més modest, J. J. Rousseau jugé par les genevois d'aujourd'hui (1879). També va traduir correctament a poetes alemanys en Les etrangéres (1876).

Amiel va ser enterrat al cementiri de Clarens al cantó de Vaud. La làpida porta una cita de l'Epístola als Gàlates 6,8: 
"CELUI QUI SEME POUR L'ESPRIT MOISSONERA DE L'ESPRIT LA VIE ETERNELLE." ("Qui sembra per agradar a l'Esperit, de l'Esperit segarà vida eterna"). 

## Obres
- Berlin au printemps de l'année 1848 (1849)
- Du mouvement littéraire dans la Suisse romane et de son avenir (1849)
- Grains de mil (1854), poemes i pensaments.
- Il penseroso (1858), poemes i màximes.
- La Cloche (1860), poema de Schiller
- La Part du rêve (1863), nous poemes.
- L'Escalade de MDCII (1875), balada històrica.
- Charles le Téméraire (1876), romancer històric.
- Les Étrangères (1876), poemes traduïts de diverses literatures.
- L'Enseignement supérieur à Genève depuis la fondation de l'Académie depuis le 5 juin 1559 (1878)
- Jean-Jacques Rousseau jugé par les Genevois d'aujourd'hui (1879)
- Jour à jour (1880), poemes íntims.
- Fragments d'un journal intime (1884, 1887, 1923, 1927)
- Philine (1927), fragments inédits del Journal intime
- Lettres de jeunesse (1904)
- Essais, critiques (1931) (reimprès el 2006)

## Sobre la seva obra
- Marañón, Gregorio. Amiel. 15a. ed. Madrid: Espasa Calpe, 1995. ISBN  84-239-1823-8.